# へたくそなのに泣くほど笑える! カッラフルなエッッブリデイ
『へたくそなのに泣くほど笑える! カッラフルなエッッブリデイ』は、むめいによる日本の漫画作品。
略称は「カラエブ」。2021年にX（旧・Twitter）で発表後、『ダ・ヴィンチWeb』（KADOKAWA）にて、2021年4月8日より連載されている。KADOKAWAから単行本が発売されている。
作者・むめいの実体験をコミカルに表現した作品。むめいは「読んだ方が共感してくださったり笑ってもらえたら嬉しい」と考え、執筆している。

## 登場人物
むめい
主人公。

### 家族・親戚
主任
同居人。
ばあちゃん

おばちゃん

お母さん

長男

二男

三男

弟

ゆうこ

親戚

### その他
わき毛

友達

キムラ

先生

犬

ネズちゃん

ぽっぽちゃん

ピヤサコ

クラスメート

クラスメートのお母さん

同級生

部長

先輩

ヌシシ

高校の友達

体育の先生

ヨシダ

モリオ

担任

親友

店員さん

## 書誌情報
- むめい『へたくそなのに泣くほど笑える! カッラフルなエッッブリデイ』KADOKAWA、既刊3巻（2024年9月26日現在）
  1. 2022年4月21日発売[1]、ISBN 978-4-04-681421-0
  2. 2023年6月9日発売[8]、ISBN 978-4-04-682581-0
  3. 2024年9月26日発売[9]、ISBN 978-4-04-684054-7

## テレビアニメ
『カッラフルなエッッブリデイ』のタイトルで2023年12月18日深夜から2024年1月14日深夜までの期間、中京テレビで2分間のショートアニメとして全26話放送された（2023年12月31日深夜・2024年1月1日深夜は休止）。声優は原作者むめいの指名により、お笑いコンビ・ぽんぽこの高木ひとみ〇が担当。

### キャスト
- むめい - 高木ひとみ〇[10]
- 主任・長男・キムラ・ピヤサコ・ヌシシ・体育の先生・担任・店員さん - 伊藤タカユキ
- ばあちゃん・おばちゃん・三男・クラスメート・先輩・高校の友達・親戚・ヨシダ - 日下真尋
- お母さん・同級生・親友 - 櫻木かりん
- 二男・友達・クラスメート・クラスメートのお母さん・部長・高校の友達 - 岩波あこ
- 先生・ゆうこ・モリオ - 大盛のり子

### スタッフ
- 原作 - むめい『へたくそなのに泣くほど笑える! カッラフルなエッッブリデイ』KADOKAWA刊
- アニメーション・編集 - 岩瀬悠、水野祥吾、大橋佑紀（K&Kデザイン）
- タイトルロゴ - 後藤昌隆
- 作画協力 - 西沢勝利、松本有希
- 編集 - 平井章浩
- 作曲 - 赤塚翔太朗
- 音響効果・録音 - 辻󠄀幸宏（東海サウンド）
- MA - 日比野正吾、鈴木彰、小谷温子
- 編成 - 奥谷莉里花、辻󠄀村亨
- 広報宣伝 - 石川佳奈
- 公式サイト制作 - 舛岡葵
- 企画・監督 - 加藤紗弓
- 制作進行 - 立石航大
- プロデューサー - 安達浩蔵、森田浩史
- 原作担当 - 加藤玲奈
- 原作協力 - KADOKAWA
- 製作著作 - 中京テレビ放送、CTV MID ENJIN

### 各話リスト
| 話数          | サブタイトル                                |
| ------------- | ------------------------------------------- |
| 第1話         | はじめてのわき毛                            |
| 第2話         | 塗り絵                                      |
| 第3話         | 昼休みの思い出                              |
| 第4話 第5話   | おばちゃんのマニキュア（前編・後編）        |
| 第6話         | ばあちゃんのカツラ                          |
| 第7話         | アホな小学生vs犬                            |
| 第8話         | ネズちゃん                                  |
| 第9話         | ピヤサコという菓子                          |
| 第10話        | 心の声                                      |
| 第11話        | 親の呼び方                                  |
| 第12話        | 伝説のメロンパン                            |
| 第13話        | キャラ弁                                    |
| 第14話        | てぃん毛パン                                |
| 第15話        | 体験入部の思い出                            |
| 第16話        | ヌシシ                                      |
| 第17話 第18話 | お人形ごっこ（前編・後編）                  |
| 第19話        | 足が臭い                                    |
| 第20話        | ヨシダのモリオ                              |
| 第21話        | 手術します!                                 |
| 第22話        | 結婚式ムービー                              |
| 第23話        | マンマと豚ちゃん                            |
| 第24話        | 主任、詐欺に遭う 主任、ハンドミキサーを買う |
| 第25話        | デンジャラスモーニング                      |
| 最終話        | メニューの多いカレー屋さん 80歳計画         |

### 放送・配信
| 配信開始日     | 配信期間                                | 配信サイト  |
| -------------- | --------------------------------------- | ----------- |
| 2023年12月18日 | 2024年2月13日まで                       | TVer Locipo |
| 2023年12月19日 | 全26話を配信中                          | Hulu        |
| 2024年2月14日  | 中京テレビ 公式チャンネルにて、順次配信 | YouTube     |